# Аштишат
Аштишат (арм. Աշտիշատ) — город в древней Армении (ныне село Ючетепе, курд. Дерик, в провинции Муш в Турции), был расположен в Тароне на южном склоне горы Карке, справа от притока Евфрата, священной для армян реке Арацани. Древний языческий храмовый город (название которого происходит от слова йашт — «жертвоприношение»). Этот город упоминается Мовсесом Хоренаци и называется им «местом жертвоприношений». В Аштишате находились важнейшие святилища дохристианской армянской веры: храм бога огня и войны Вахагна, должность верховного жреца которого принадлежала представителям нахарарского рода Вахуни, по мнению Мовсеса Хоренаци, потомкам этого бога. Здесь также находился храм богини Астхик, называемый «покои Ваагна» (Астхик считалась супругой Ваагна), и храм богини-матери Анаит. Согласно свидетельствам авторов[каких?], при храмах была также богатая библиотека (архив) рукописей.
В ходе христианизации Армении, упомянутые храмы и библиотеки были разрушены, а на их месте Григорий Просветитель построил первую соборную церковь, позже превращенную в монастырь. В 356 г. здесь состоялся Аштишатский собор Армянской Апостольской Церкви. Сам же Аштишат, ранее принадлежавший княжескому и жреческому роду Слкуни, вместе с Тароном стал принадлежать роду Григория Просветителя.
Сакральные функции языческого храма в Аштишате перешли к монастырю Сурб Карапет.
В XIV столетии Аштишатская церковь была разорена Тимурленгом.

## В искусстве
В историческом романе армянского писателя Раффи "Самвел" часто упомимается Аштишат и прилегающие местности, а собственно  Аштишатскому монастырю  посвящена отдельная глава (Книга I, глава IX "Аштишатский монастырь").